# キム・カタギリ
キム・パトロカ・カタギリ（Kim Patroca Kataguiri、1996年1月28日 - ）は、日系ブラジル人の政治家、政治活動家。自由ブラジル運動（Movimento Brasil Livre）の指導者。サン・パウロ州出身。片桐且元の子孫を称する。2018年、46万票を獲得し、22歳の若さでブラジル下院議員選挙に当選した。